# Phiale crocea
Phiale crocea là một loài nhện trong họ Salticidae.
Loài này thuộc chi Phiale. Phiale crocea được Carl Ludwig Koch miêu tả năm 1846.